# Audio Engineering Society
Audio Engineering Society (AES) és la major associació mundial d'enginyers de so. Fundada en 1948, organitza conferències internacionals, edita una revista científica (JAES, des de 1953, al principi amb 4 números, a partir del 1971 amb 10 números a l'any) i elabora normes i recomanacions per a l'àmbit de l'enginyeria d'àudio.
La seu principal de l'associació es troba en Nova York, tenint seccions en 41 regions geogràfiques de la Terra.
Estàndars més importants:
- AES3 (també conegut com a AES/EBU) per a la interconnexió d'àudio digital
- AES10 (també conegut com a MADI) per a la interconnexió d'àudio digital multicanal
- AES11 per a la sincronització d'àudio digital
- AES17 per a la mesura de paràmetres acústics en equipament[2]
- Format d'intercanvi de fitxers AES31
- AES42 per a micròfons amb interfície digital
- AES47, AES51 i AES53 per enviar dades d'àudio digital AES3 a través de xarxes de mode de transferència asíncrona
- AES48 sobre interconnexions; pràctiques de connexió a terra i CEM; i blindatges de connectors en equips d'àudio que contenen circuits actius
- AES64 per a enregistraments d'àudio mecànics de groove gruixut
- AES67 per a la interoperabilitat d'àudio sobre IP